# Lavābon
Lavābon är en ort i Iran.   Den ligger i provinsen Gilan, i den nordvästra delen av landet, 300 km nordväst om huvudstaden Teheran. Lavābon ligger 75 meter över havet och antalet invånare är 514.
Terrängen runt Lavābon är varierad.Runt Lavābon är det ganska glesbefolkat, med 45 invånare per kvadratkilometer. Närmaste större samhälle är Hashtpar, 9,2 km norr om Lavābon. I omgivningarna runt Lavābon växer i huvudsak blandskog.